# 김길통 좌리공신교서
김길통 좌리공신교서(金吉通 佐理功臣敎書)은 충청북도 청주시 서원구, 충북대학교박물관에 있는 조선시대의 문서이다. 1981년 3월 18일 대한민국의 보물 제716호로 지정되었다.

## 개요
공신녹권이란 공이 있는 신하에게 왕의 명을 받들어 공신도감에서 발행하는 공신임명증서를 말하는데, 김길통 좌리공신교서(金吉通 佐理功臣敎書)은 조선 성종임금이 자신이 왕위에 오르는데 도와준 신료를 공신에 임명하고 그에 상응하는 녹을 내린 것을 기록한 문서이다. 이 문서는 4등에 임명된 숭정대부행호조판서 김길통에게 내린 것으로, 여기에 기록된 내용을 보면 좌리공신은 1등 7명, 2등 12명, 3등 18명, 4등 36명으로 총 인원은 73명이다.
본래 이것은 공신 개개인 모두에게 주어지는 것으로 공신의 수와 같이 발행되었으나 전하는 것은 거의 없어, 현재는 3등 공신에 임명된 이숭원의 녹권과 김길통의 녹권이 유일하다. 
이 문서에 기록된 인물들을 통해 성종 대의 정치세력의 일면을 파악할 수 있는 자료로 보인다.

## 같이 보기
- 좌리공신

## 참고 자료
- 김길통 좌리공신교서 - 국가유산청 국가유산포털